# 博爾茲納

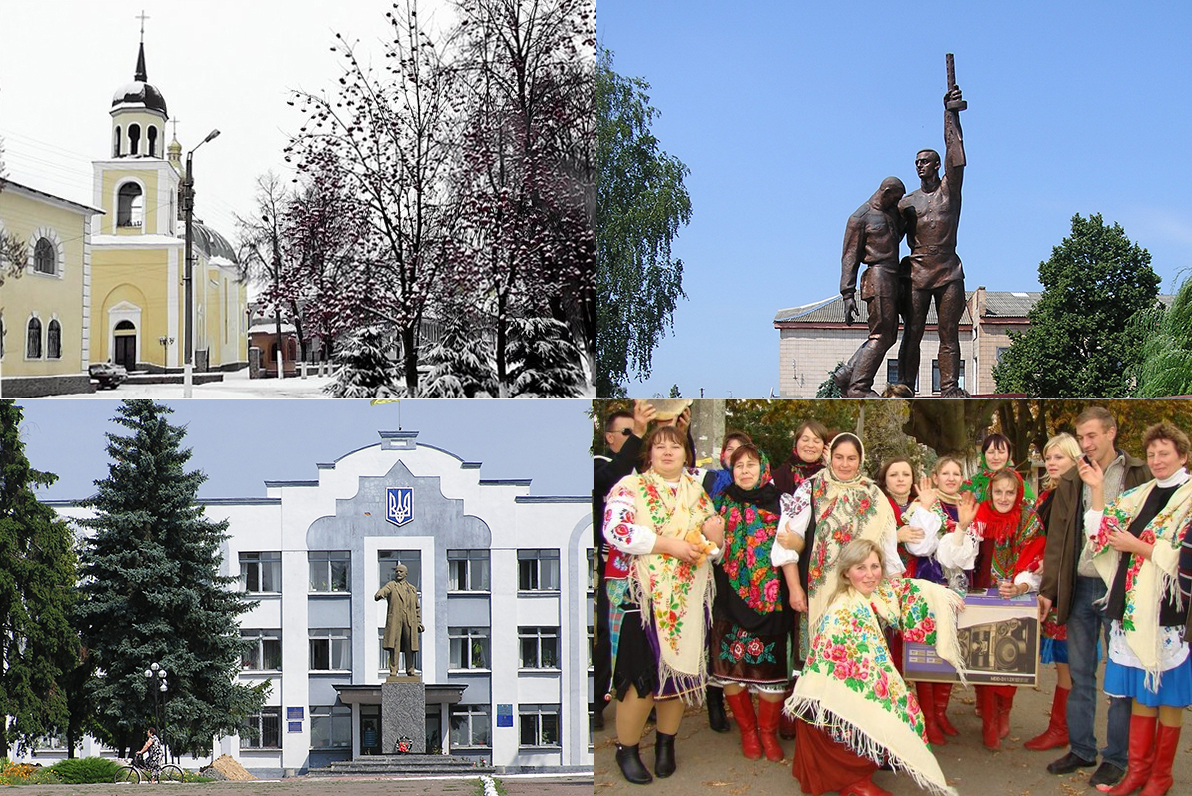
博爾茲納

博爾茲納（烏克蘭語：Борзна，羅馬化：Borzna，發音：[bɔrzˈna] ⓘ）是烏克蘭北部切爾尼戈夫州尼任區博尔兹纳市镇的城市及行政中心。距離州府切爾尼戈夫83公里，面積11.43平方公里，2011年人口10,640，2022年人口数量为9,454人。